# Diòxid de niobi
El diòxid de niobi és un compost químic amb fórmula NbO₂. És un sòlid no estequiomètric de color negre blavós amb un rang de composició de NbO1,94-NbO2,09. Es pot preparar reduint Nb₂O₅ amb H₂ a 800–1350 °C. Un mètode alternatiu és la reacció de Nb₂O₅ amb pols de Nb a 1100 °C.
La forma a temperatura ambient de NbO₂ té una estructura tetragonal, semblant al rútil, amb distàncies curtes Nb-Nb, que indica un enllaç Nb-Nb. La forma d'alta temperatura també té una estructura semblant al rutil amb distàncies curtes Nb-Nb. S'han informat dues fases d'alta pressió: una amb una estructura semblant al rutil (de nou, amb distàncies curtes Nb-Nb); i una pressió més alta amb estructura relacionada amb la baddeleyita.
NbO ₂ és insoluble en aigua i és un potent agent reductor, redueix el diòxid de carboni a carboni i el diòxid de sofre a sofre. En un procés industrial per a la producció de niobi metàl·lic, es produeix NbO ₂ com a intermedi, mitjançant la reducció d'hidrogen de Nb₂O5. El NbO₂ es fa reaccionar posteriorment amb vapor de magnesi per produir niobi metàl·lic.